# Nancy Bédard
Pour les articles homonymes, voir Bédard.
Nancy Bédard est une infirmière et syndicaliste québécoise. Elle pratique comme infirmière au Centre hospitalier universitaire de Québec à partir de 1991. Elle est présidente de la Fédération interprofessionnelle de la santé du Québec de 2017 à 2021.

## Implication syndicale
Elle participe à la grève des infirmières de 1999 durant laquelle le gouvernement de Lucien Bouchard imposera d'importantes sanctions aux infirmières et leurs syndicats.
Elle est présidente du Syndicat interprofessionnel du CHU de Québec jusqu'en 2014, lorsqu'elle rejoint le comité exécutif de la FIQ. En 2017, elle succède ensuite à Régine Laurent à la présidence de la FIQ. Son premier mandat est marqué par des projets-pilotes pour l'implantation de ratios infirmière-patients, sans toutefois parvenir à obtenir une loi. Elle mène aussi la charge contre le temps supplémentaire obligatoire.
Dans le tumulte de la pandémie mondiale de Covid-19 et de la fin des négociations du secteur public, elle est réélue pour un deuxième mandat en juin 2021.
Elle quitte ses fonctions à la suite d'un vote de confiance trois mois plus tard en octobre 2021.